# رجب ایودیک ۷
رجب ایودیک ۷ (به ترکی استانبولی: Recep İvedik 7) یک فیلم کمدی محصول سال ۲۰۲۲ سینمای ترکیه به کارگردانی توگان گوکباکار و با بازی شاهان گوکباکار است. این فیلم در ۹ دسامبر ۲۰۲۲ در دیزنی پلاس منتشر شد. این هفتمین فیلم از مجموعه فیلم‌های رجب ایودیک محسوب می‌شود.

## داستان
رجب ایودیک و نورالله تصمیم می‌گیرند به خانه روستایی بروند که از مادربزرگش به ارث رسیده‌است. رجب ایودیک از وجود یک پروژه بزرگ آگاه است که به روستا و جنگل‌های اطراف آسیب می‌رساند.